# مارفيلوس مارفين هاغلر
مارفيلوس مارفين هاغلر (بالإنجليزية: Marvelous Marvin Hagler)‏ مواليد 23 مايو 1954 في نيو جيرسي، الولايات المتحدة، هو ملاكم أمريكي يصنف ضمن فئة الوزن المتوسط. حقق بطولة رابطة الملاكمة العالمية وبطولة المجلس العالمي للملاكمة وبطولة الاتحاد الدولي للملاكمة.

## إحصائيات
خاض خلال مسيرته 67 نزالا، فاز في 62 وتعادل في 2 وخسر في 3. فاز بالضربة القاضية في 52 نزالا.

## وصلات خارجية
- مارفيلوس مارفين هاغلر على موقع IMDb (الإنجليزية)
- مارفيلوس مارفين هاغلر على موقع الموسوعة البريطانية (الإنجليزية)
- مارفيلوس مارفين هاغلر على موقع إن إن دي بي (الإنجليزية)
- مارفيلوس مارفين هاغلر على موقع كينوبويسك (الروسية)
- مارفيلوس مارفين هاغلر على موقع بوكس ريك (الإنجليزية) (registration required)
- الموقع الرسمي